# Ristocetin
Ristocetin (oder Ristomycin) ist ein Antibiotikum, das von dem Bakterium Amycolatopsis lurida (früher Nocardia lurida) produziert wird und 1956 erstmals daraus isoliert wurde (Es wurden zwei Komponenten, Ristocetin A und Ristocetin B, mit einem Molekulargewicht von etwa 4000 unterschieden). Früher fand es (etwa als Spontin) Verwendung bei Staphylokokken-Infektionen. Heutzutage wird es wegen seiner Toxizität nicht mehr verwendet.
Ristocetin verursacht Thrombozyten-Agglutination im Beisein des Von-Willebrand-Faktors, daher wird es bei Tests, welche die An- oder Abwesenheit dieses Gerinnungsfaktors bestimmen, eingesetzt. Dies ist wichtig für die Diagnose des Willebrand-Jürgens-Syndroms, oder auch des Bernard-Soulier-Syndroms. Patienten mit dem Willebrand-Jürgens-Syndromen haben einen Defekt des Von-Willebrand-Faktors; daher kommt es bei obengenannten Tests zu keiner oder nur einer geringen Agglutination. Beim Bernard-Soulier-Syndrom zeigt sich ein Fehlen der Bindungsstellen auf den Thrombozyten für den von-Willebrandt-Faktor. Dies führt zu einer gestörten Adhäsion der Thrombozyten an subendotheliale Strukturen.

## Externe Links zu erwähnten Verbindungen
1. ↑  Externe Identifikatoren von bzw. Datenbank-Links zu Ristocetinmonosulfat:  CAS-Nr.: 11140-99-1, Wikidata: Q131445782.